# Heiden, Elveția

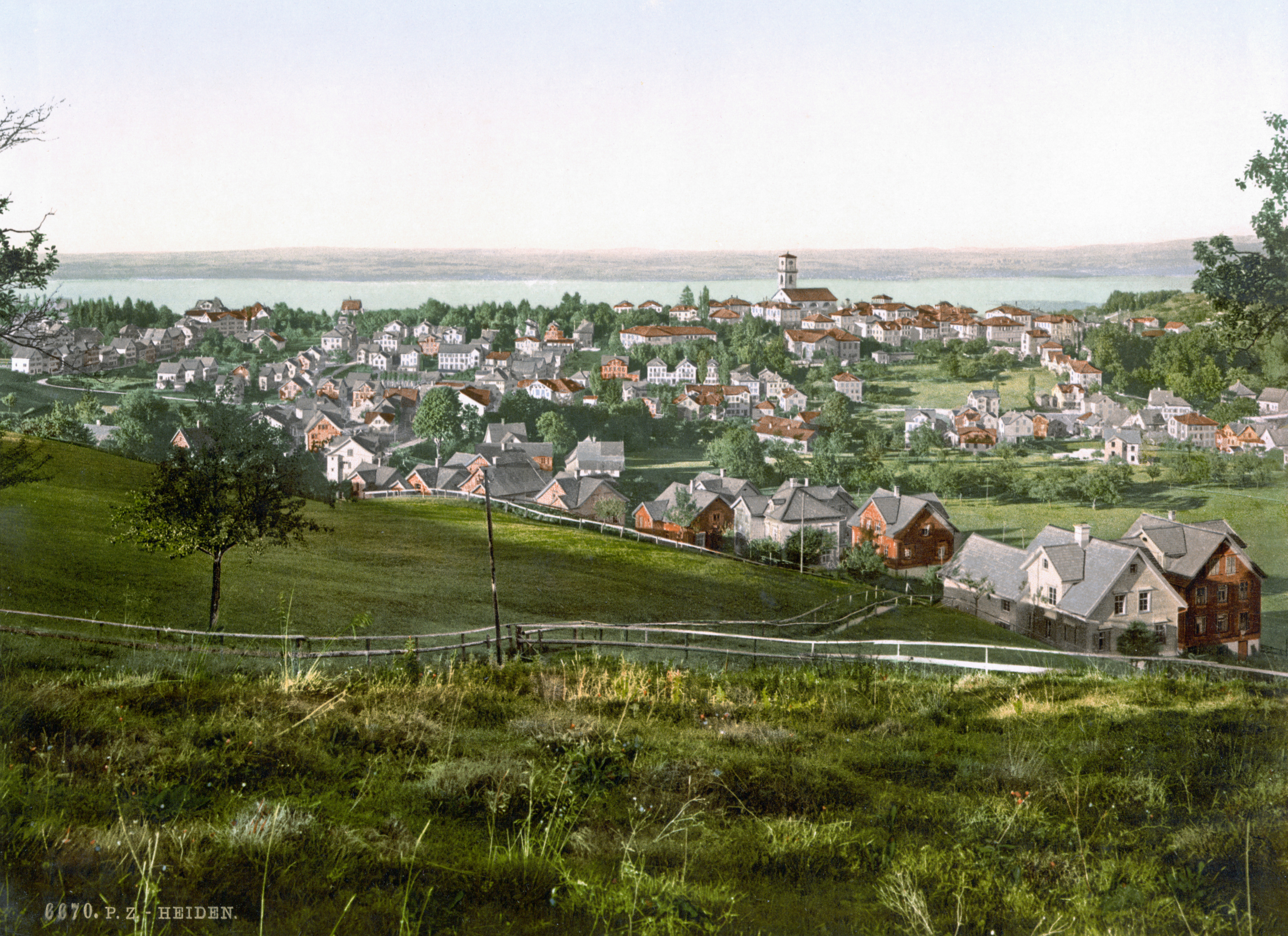
Heiden (în anul 1900)

Heiden este un oraș în Elveția.